# Berkeley Township
Pour les articles homonymes, voir Berkeley.
Berkeley Township est une municipalité américaine située dans le comté d'Ocean au New Jersey.
Lors du recensement de 2010, sa population est de 41 255 habitants. La municipalité s'étend sur 56 milles carrés (145,04 km2), dont 13,13 milles carrés (34,01 km2) d'étendues d'eau.
Berkeley Township devient une municipalité indépendante du township de Dover le 31 mars 1875. Elle est nommée en l'honneur de John Berkeley. Au début du XXe siècle, de nombreuses villes balnéaires du township deviennent des boroughs indépendants de Berkeley : Seaside Park (1898), Seaside Heights (1913), Beachwood (1917), Ocean Gate (1918), Pine Beach (1925), South Toms River (1927) et Island Beach (1933, réabsorbée par Berkley en 1965).